# Yannick Cahuzac
Yannick Cahuzac (* 18. Januar 1985 in Ajaccio) ist ein ehemaliger französischer Fußballspieler, der zuletzt beim RC Lens in der Ligue 1 unter Vertrag stand.

## Karriere

### Verein
Yannick Cahuzac, ein Enkel des früheren französischen Nationalspielers Pierre Cahuzac, spielte in seiner Jugend für die Junioren des Gazélec FCO Ajaccio auf Korsika, ehe er 2002 zum ebenfalls korsischen Verein SC Bastia wechselte. Er lief für die Reservemannschaft auf, bevor er 2005 den Sprung zu den Profis schaffte. Für diese gelang ihm sein Debüt in der zweiten französischen Liga, als er bei einem 2:1 gegen den SC Amiens am 12. August 2005 in der 85. Minute eingewechselt wurde. Fortan kam er zunächst zu sporadischen Einsätzen, bis er sich im Frühjahr 2007 einen Stammplatz erkämpfen konnte. 2010 musste er den Abstieg in die Drittklassigkeit hinnehmen, schaffte 2011 mit der Mannschaft aber den direkten Wiederaufstieg.
Ein Jahr darauf führte er das Team als Kapitän zur Zweitligameisterschaft und damit zum zweiten Aufstieg in Folge; Cahuzac, der für eine aggressive Spielweise bekannt ist, die ihm zahlreiche gelbe Karten und Platzverweise einbrachte, lief am 11. August 2012 bei einem 3:2 gegen den FC Sochaux erstmals in der höchsten französischen Spielklasse auf. Zwar fiel er aufgrund eines im Januar 2013 zugezogenen Armbruchs für einen Großteil der Rückrunde aus, doch konnte er mit der Mannschaft die Klasse halten. In den darauffolgenden Spielzeiten konnte sich das von ihm angeführte Team zunehmend festigen und jeweils Platzierungen im Tabellenmittelfeld belegen.
Yannick Cahuzac kam in der Ligue 1 unter anderem in Kritik wegen seiner aggressiven Spielweise und seinem Ungestühmsein. In der Saison 2016/17 bekam der Mittelfeldspieler vier Rote Karten und acht Gelbe Karten, was einsame Ligaspitze ist. Zudem stieg er zusammen mit dem SC Bastia als Letztplatzierter in die Ligue 2 ab.
Im Sommer 2017 verließ der Franzose Bastia und wechselte zum FC Toulouse. In Toulouse stand er zwei Spielzeiten unter Vertrag, bevor er sich 2019 dem RC Lens anschloss. Dort verbrachte er drei Jahre, in denen er des Häufigeren auch als Kapitän eingesetzt wurde. Im Juli 2022 beendete Cahuzac seine Karriere.

### Nationalmannschaft
Als die inoffiziell bestehende korsische Nationalelf am 6. Juni 2009 nach Jahrzehnten der Inaktivität gegen die Republik Kongo wieder ein Länderspiel austrug, gehörte Cahuzac dem Kader an und wurde eingesetzt. Ein Jahr darauf nahm er für die Auswahl am Corsica Football Cup teil und sicherte sich in dem Turnier mit vier Mannschaften im Finale gegen Gabun den Titel. Bei einem Freundschaftsspiel im Mai 2012 erzielte er seinen ersten Treffer.